# طوم كونور
خطأ لوا في mw.text.lua على السطر 25: bad argument #1 to 'match' (string expected, got nil).
طوم كونور (بالإنجليزية: Tom Connor)‏ (18 أبريل 1990 بسيدني في أستراليا - ) هو لاعب كرة قدم أسترالي في مركز حراسة المرمى. لعب مع سيدني تايغرز ونادي دينامو زغرب وسيتا دي بونتيديرا وكاشينا كالتشيو ‏.

## وصلات خارجية
- طوم كونور على موقع قاعدة بيانات كرة القدم.إي يو (الإنجليزية)